# Sirolo
Sirolo je italská obec na pobřeží Jaderského moře v oblasti Marche, provincii Ancona.

## Vývoj počtu obyvatel
Počet obyvatel

## Sousední obce
| Růžice kompasu | Ancona        |        |  | Růžice kompasu |
| Růžice kompasu | Camerano      | Sever  |  | Růžice kompasu |
| Růžice kompasu | Camerano      | Sirolo |  | Růžice kompasu |
| Růžice kompasu | Camerano      | Jih    |  | Růžice kompasu |
| Růžice kompasu | Castelfidardo | Numana |  | Růžice kompasu |